# ماكوتو أويدا (ناقد شعر)
ماكوتو أويدا (1931-19 أغسطس 2020) كان أستاذًا متقاعدًا للأدب الياباني في جامعة ستانفورد.

## التعليم والوظيفة
حصل ماكوتو أويدا على درجة الدكتوراه في الأدب المقارن عام 1961.
في 2004-2005 كان مشرفًا على سجلات هايكو الأمريكية في مكتبة ولاية كاليفورنيا في ساكرامنتو. مُنِحَ هذا الشرف «تقديراً لكتاباته الأكاديمية وترجماته البارزة للهايكو اليابانية.»
وأضافت المكتبة «أويدا كان أكثر مصادرنا إفادة للمعلومات عن الهايكو الياباني، وكذلك أفضل مصدر للقصائد المترجمة إلى يومنا هذا»  وكان هناك تأثير هائل لأعماله عن شاعرات وشعراء القرن العشرين.

## الفهرس
He is an author of numerous books about Japanese literature and in particular Haiku, Senryū, Tanka, and Japanese poetics.
- The Old Pine Tree (1962)
- Literary and Art Theories in Japan (1967)
- Matsuo Bashō: The Master Haiku Poet (1970)
- Modern Japanese Haiku, an Anthology (1976)
- Modern Japanese Writers and the Nature of Literature (1976)
- Explorations: Essays in Comparative Literature (1986)
- Bashō and His Interpreters: Selected Hokku With Commentary (1992)
- Modern Japanese Tanka (1996)
- Modern Japanese Writers and the Nature of Literature (1996)
- The Path of Flowering Thorn: The Life and Poetry of Yosa Buson (1998).
- Light Verse from the Floating World: An Anthology of Premodern Japanese Senryu (2000)
- Far Beyond the Field: Haiku by Japanese Women (2003)
- Dew on the Grass: The Life and Poetry of Kobayashi Issa (2004)
- Mother of Dreams: Portrayals of Women in Modern Japanese Fiction (2004)